# Верховцев Олександр Аполлонович
Олександр Аполлонович Верховцев (8 лютого 1837, Москва — 18 листопада 1900, Катеринослав) — відомий інженер-залізничник.
З 1884 по 1900 роки був керівником Катерининської залізниці (нині Придніпровська залізниця).

## Біографія
22 квітня 1849 року Олександр Верховцев був зарахований до числа кандидатів на казений рахунок інституту корпусу шляхів сполучення в Санкт-Петербурзі, який закінчив в 1860 році.

## Дослідження діяльності
Досі дуже мало авторів зверталися до дослідження діяльності О. А. Верховцева та його внеску у розвиток Придніпровської залізниці. В основному, про нього згадується в роботах, які виходили друком з нагоди ювілеїв Катеринівської (Придніпровської) залізниці. У книзі виданій у 1909 році, не відмічений на обкладинці автор, відзначає лише економічні заслуги О. А. Верховцева [2, с. 5] й що при ньому Криворіжжя вийшло по видобутку руди на перше місце в Російській імперії.
У 1890-х роках гірничозаводська промисловість краю, яка прилягала до залізниці, зайняла за оборотами та продуктивністю перше місце в державі, а Катеринівська залізниця — перше місце за обсягами перевезень. У 1895 р. Е. І. Рагозін писав, що Росія ще довго б залишалася залежною від Західної Європи відносно чавуну, якби не був відкритий криворізький залізняк поблизу багатих покладів всіх видів кам'яного вугілля, і якби не була побудована Катерининська залізниця.
Надалі для освоєння залізняку в Кривбасі були збудовані: у 1898 р. ділянка Колачевське — П'ятихатки — Любомирівка (нині Верхівцеве), а в до 1900 р. і інші ділянки району. Великого значення набула Користівська лінія, яка відкрила найближчий вихід гірничозаводським вантажам і вугіллю на Південно-західні залізниці і на заводи Привіслінського краю, а криворізькій руді — за кордон.
Лише через сорок років була викладена коротка історія формування Придніпровської залізниці. Проте безпосередньо про О. А. Верховцева там не надано жодної згадки: лише говориться, коли була відкрита залізниця та які колії вступали в дію протягом перших років тощо.

## Вшанування пам'яті
На честь Олександра Верховцева названа станція Верхівцеве (тепер станція Придніпровської залізниці) та відповідно станції   - місто Верхівцеве.
У 2015 році на фасаді будівлі регіональної філії "Придніпровської залізниці" за адресою вул. Привокзальна, 1 в Дніпропетровську встановлено меморіальну дошку на честь О. А. Верховцева.